# New Wave (Against Me!)
New Wave is het vierde studioalbum van de Amerikaanse punkband Against Me! Het is de eerste uitgave van de band op het label Sire Records en werd uitgeven op 10 juli 2007. De eerste single van het album, "White People for Peace", werd uitgegeven op 1 mei 2007, vóór de uitgave van het album zelf. De rest van de singles werden pas na de uitgave van het album uitgegeven. Het is het eerste album van Against Me! dat geen akoestische nummers bevat.

## Nummers
1. "New Wave" - 3:29
2. "Up the Cuts" - 2:53
3. "Thrash Unreal" - 4:14
4. "White People for Peace" - 3:33
5. "Stop!" - 2:34
6. "Borne on the FM Waves of the Heart" - 4:10
7. "Piss and Vinegar" - 2:27
8. "Americans Abroad" - 2:17
9. "Animal" - 3:21
10. "The Ocean" - 4:39

Bonustracks (Deluxe Edition)
1. "Gypsy Panther" - 3:26
2. "So Much More" - 3:46
3. "Full Sesh" - 3:05
4. "Untitled" - 2:26
5. "You Must Be Willing" - 4:26

Op 29 juli 2008 werd er een ep uitgegeven via Amazon Music als in de vorm van een muziekdownload. Het album bevat enkele nummers van de "deluxe version" van het album.

## Bonus-dvd (Live at the Key Club)
1. "Cliché Guevara" - 2:52
2. "From Her Lips to God's Ears (The Energizer)" - 2:55
3. "Rice and Bread" - 1:43
4. "Americans Abroad" - 3:17
5. "White People for Peace" - 3:39
6. "Don't Lose Touch" - 3:25
7. "Up the Cuts" - 2:52
8. "New Wave" - 3:38
9. "Sink, Florida, Sink" - 2:27
10. "The Ocean" - 4:40
11. "Problems" - 2:55
12. "Pints of Guinness Make You Strong" - 3:20
13. "Bastards of Young (The Replacements cover)" - 5:13
14. "Walking Is Still Honest" - 2:46
15. "We Laugh at Danger (And Break All the Rules)" - 4:39

## Band
- Laura Jane Grace - zang, gitaar
- James Bowman - gitaar, achtergrondzang
- Andrew Seward - basgitaar, zang
- Warren Oakes - drums, zang